# Hochrhein-Klettgau
Hochrhein-Klettgau ist ein Landschaftsschutzgebiet im Landkreis Waldshut in Baden-Württemberg.

## Lage und Beschreibung
Das rund 3596 Hektar große Landschaftsschutzgebiet besteht aus sechs Teilgebieten und entstand durch Verordnung des Landratsamts Waldshut vom 19. Mai 1987. Mit Inkrafttreten dieser Verordnung traten die Anordnung des Landratsamtes Waldshut zum Schutze von Landschaftsteilen am Hochrhein im Landkreis Waldshut vom 22. Mai 1954 und die Verordnung des Landratsamtes Waldshut vom 1. März 1951 über das Landschaftsschutzgebiet Halbinsel Schwaben in der Gemarkung Altenburg der Gemeinde Jestetten außer Kraft.
Der überwiegende Teil des Schutzgebiets liegt zwischen Dettighofen und dem Küssaberger Ortsteil Dangstetten. Es gehört zum Naturraum 120-Alb-Wutach-Gebiet innerhalb der naturräumlichen Haupteinheit 12-Neckar- und Tauber-Gäuplatten. Das Landschaftsschutzgebiet Nr. 3.37.025 Hohentengen schließt sich südlich an. Das Gebiet liegt teilweise im FFH-Gebiet Nr. 8316-341 Klettgaurücken.

## Schutzzweck
Wesentlicher Schutzzweck ist die Erhaltung und Sicherung
- der durch Relief, Wald-Flurverteilung vielfältig gegliederten Kulturlandschaft,
- der freien Landschaft als Lebensraum für Pflanzen und Tiere sowie als Raum für die Nah- und Ferienerholung der Bevölkerung,
- der Erlebbarkeit typischer Landschaftselemente, wie z. B. die naturhaften Rheinuferzonen,
- der Leistungsfähigkeit eines ausgewogenen Naturhaushalts.